# Leucadia (Estados Unidos)
Leucadia, fundada en 1885, es una comunidad costera ubicada dentro de la ciudad de Encinitas en el condado de San Diego en el estado estadounidense de California.

## Historia
Leucadia fue descubierta en 1885 por los británicos, pero después se establecieron los griegos. El nombre de Leucadia es en honor a una isla griega que significa «Un Lugar protegido». La comunidad costera cuenta con varios pequeños restaurantes y tiendas, en la cual se encuentra enclavada entre Del Mar y Carlsbad.